# Liu Kang
Liu Kang (hoặc Lord Liu Kang, tiếng Trung: 劉鋼; bính âm: Liú Gāng; Hán-Việt: Lưu Cương hoặc tiếng Trung: 劉康; bính âm: Liú Kāng; Hán-Việt: Lưu Khang) là một nhân vật hư cấu trong sê-ri game đối kháng Mortal Kombat. Anh là một trong số bảy nhân vật gốc trong phần Mortal Kombat đầu tiên năm 1992. Liu Kang hiện tại là một vị thần bảo hộ mới của Earthrealm (trước đây là Titan), nhưng trước khi anh là thần, anh từng là một phàm nhân, là một đệ tử Thiếu Lâm tham gia đấu trường Mortal Kombat để giải cứu Earthrealm (Trái Đất) khỏi các thế lực xấu. Sau chiến thắng trong những cuộc đấu, Liu Kang trở thành một anh hùng của sê-ri game và tham gia bảo vệ Earthrealm cùng với sư phụ là thần sấm Raiden. Anh cũng có mối quan hệ tình cảm với Công chúa Kitana, con gái nuôi của ác tướng vùng Outworld, Shao Kahn.

## Tiểu sử
Mặc dù không có một cốt truyện được xây dựng sâu sắc như một số nhân vật khác nhưng Liu Kang vẫn được biết đến như nhân vật chính trong rất nhiều phiên bản của series Mortal Kombat. Người hùng này không chỉ vô địch giải đấu Mortal Kombat mà còn nhiều lần chiến thắng những thế lực tàn ác của Shang Tsung và Shao Kahn.
Tham gia giải đấu Mortal Kombat với tư cách là đại diện của phái Thiếu Lâm, Liu Kang được coi là niềm hy vọng cuối cùng của EarthRealm trước thảm họa diệt vong bởi họ đã thua liên tiếp 9 lần ở giải đấu này. Tại đây, Liu Kang đã kết bạn với Johny Cage và Sonya Blade. Sau này, số phận đã đưa đẩy để họ cùng chiến đấu trong hàng ngũ của những chiến binh bảo vệ EarthRealm.
Với khả năng của mình, Liu Kang đã vượt qua tất cả các đối thủ để thách đấu kẻ nắm giữ ngôi vị vô địch Mortal Kombat suốt nhiều năm qua là Goro. Bằng cách lợi dụng nhược điểm là thói tự kiêu của chiến binh Shokan, Liu Kang đã đắc thủ và hạ gục cả gã phù thủy Shang Tsung để trở thành nhà vô địch mới.
Trong khi tìm đến Outworld để chặn đứng âm mưu thôn tính EarthRealm của Shao Kahn, Liu Kang đã tình cờ gặp mặt và đem lòng yêu công chúa Kitana của Edenia. Đáng tiếc rằng sau này họ lại không có cơ hội ở bên nhau bởi Liu Kang phải tuân theo những giáo lý của Thiếu Lâm còn Kitana lại không thể từ bỏ vai trò người cai quản Edenia.Sau này, Liu Kang đã bị hai gã phù thủy Quan Chi và Shang Tsung liên thủ ám hại. Raiden đã dùng phép thuật để hồi sinh Liu Kang, nhưng đó chỉ là một thây ma sống. Linh hồn của anh chu du đến OutWorld, gặp Ermac và hai người đã giải cứu những người bạn của Liu Kang khỏi sự điều khiển của vua rồng Onaga.
...
Sau khi giành được quyền kiểm soát Hourglass, Liu Kang khởi động lại toàn bộ lịch sử. Anh loại bỏ các mối đe dọa và nguy hiểm đã đến trước đó, tạo ra một Kỷ nguyên mới trong đó tất cả chúng sinh sẽ có cơ hội mà thay đổi số phận. Nhưng tầm nhìn về lý tưởng hòa bình hiện đang bị đe dọa bởi một kẻ thù mà Liu Kang không bao giờ có thể lường trước được. Liu Kang sẽ cần tất cả kinh nghiệm của mình để cứu không chỉ Earthrealm mà còn toàn bộ các giới khác.

## Thiết kế
Tính cách và tạo hình Liu Kang được lấy cảm hứng từ viên tướng người Nhật Bản Minamoto no Yoshitsune, tuy vậy nhà thiết kế game John Tobias cho biết đội ngũ sản xuất của ông cảm thấy "không quen với cái tên". Cũng theo Tobias, "Liu Kang ban đầu được phác họa giống như một nhà sư – đầu trọc và mặc áo dài – nhưng cuối cùng đội thiết kế đã làm cho anh trông giống Lý Tiểu Long."